# William Compton, V marchese di Northampton
William George Spencer Scott Compton, V marchese di Northampton (Ashby, 23 aprile 1851 – Acqui Terme, 15 giugno 1913) è stato un politico inglese.

## Biografia
Era il secondo figlio dell'ammiraglio William Compton, IV marchese di Northampton, e di sua moglie Eliza Elliot. Frequentò l'Eton College e il Trinity College.
Ha ricevuto il titolo di cortesia di "conte Compton" nel 1887 alla morte del fratello maggiore.

## Carriera
Ha servito nel servizio diplomatico, come secondo segretario alle ambasciate britanniche a Parigi, Roma e a San Pietroburgo. In seguito è stato segretario privato del lord luogotenente d'Irlanda, il conte Cowper (1880-1882), ed è stato membro della Camera dei comuni per il collegio di Stratford-on-Avon, nel dicembre 1885. Ha ricoperto questo seggio fino al luglio dell'anno successivo e poi si sedette per Barnsley (1889-1897). Nel 1897 Northampton successe al padre nel marchesato ed è entrato nella Camera dei lord.
Northampton, che è stato un grande proprietario terriero nel Clerkenwell e nel nord di Londra, è stato eletto membro fondatore del London County Council per Finsbury nel 1889, poi ha servito come assessore comunale (1892-1895). È stato giudice di pace per le contee del Warwickshire e Northamptonshire.
Dal 1908 è stato colonnello onorario della London Heavy Brigade della Royal Garrison Artillery.
È stato poi un inviato speciale alle corti straniere per annunciare l'ascesa di re Giorgio V nel 1910 e servì come lord luogotenente del Warwickshire (1912-1913).

## Matrimonio
Sposò, il 30 aprile 1884, Mary Florence Baring (26 giugno 1860-1 giugno 1902), figlia di William Baring, II barone Ashburton. Ebbero tre figli:
- William Compton, VI marchese di Northampton (6 agosto 1885-30 gennaio 1978);
- Lady Margaret Louisa Lizzie Compton (9 agosto 1886-9 aprile 1970), sposò Edward Loch, II barone Loch, ebbero cinque figli;
- Lord Spencer Douglas Compton (3 maggio 1893-13 maggio 1915).

## Morte
Morì improvvisamente il 15 giugno 1913, ad Acqui Terme e fu sepolto a Castle Ashby.